# Denzil
Denzil  è un nome proprio di persona inglese maschile.

## Varianti
- Maschili: Denzill[1], Denzel[1][2][3], Denzell[3], Denizel[1]

## Origine e diffusione
L'origine è dibattuta; generalmente, viene riportato che Denzil è una ripresa del cognome inglese Denzil, il quale potrebbe essere un derivato di Denisel (un diminutivo medio inglese di Dennis), oppure potrebbe riprendere il nome della città cornica di Denzell (il cui toponimo è di origine incerta); come nome, venne portato da diversi membri della nobile famiglia inglese Holles, fra cui lo statista seicentesco Denzil Holles. 
Alcune fonti, tuttavia, evidenziano che Denzil è sempre stato molto più diffuso come nome che come cognome, e che quindi nella maggioranza dei casi sarebbe una ripresa diretta del già citato Denisel, come testimonierebbero alcune delle varianti attestate storicamente, quali Danizell, Denizell, Denezell, Denesell e Dennessell. Maggiormente diffuso in Cornovaglia e in generale nella West Country, il nome è stato comunque attestato anche nel resto d'Inghilterra e in Scozia. La diffusione della forma Denzel è stata aiutata dalla fama dell'attore statunitense Denzel Washington, omonimo di suo padre.

## Onomastico
Il nome è adespota, non essendo portato da alcuna santo, quindi l'onomastico si può festeggiare il 1º novembre, giorno di Ognissanti.

## Persone
- Denzil "Denny" Crum, allenatore di pallacanestro statunitense
- Denzil Douglas, politico nevisiano

### Variante Denzel

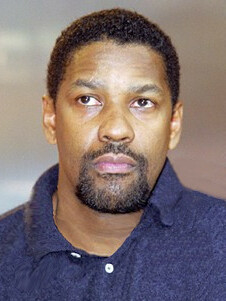
Denzel Washington

- Denzel Dumfries, calciatore olandese
- Denzel Perryman, giocatore di football americano statunitense
- Denzel Slager, calciatore olandese
- Denzel Washington, attore, regista e produttore cinematografico statunitense
- Denzel Whitaker, attore e regista statunitense

## Il nome nelle arti
- Denzel, personaggio del film d'animazione del 2005 Final Fantasy VII: Advent Children, diretto da Tetsuya Nomura e Takeshi Nozue.
- Denzel Crocker è un personaggio della serie animata Due fantagenitori.